# 哈密陕西大寺
哈密陕西大寺，也被称为哈密陕西寺是中华人民共和国新疆维吾尔自治区哈密市规模最大的回族清真寺。清真寺于1898年建成，于2003年被列为新疆维吾尔自治区文物保护单位。陕西大寺教民属格迪目。

## 历史
清朝同治新疆回变发生后，清政府曾于关中地区招募兵卒。许多关中回民加入征西的军队，跟随明春出关征战并驻守哈密厅。光绪七年（1881年），驻守哈密的清军开始裁撤，一些回民选择返回原籍。另一些选择定居哈密，他们在光华街（今民主巷）的一处空地修建了数间茅草屋作为清真寺，这座清真寺是如今陕西大寺的源头。
随着清真寺的建立和社会逐渐趋于稳定，一些从陕西等地谋生、经商而来的回民也会选择在光华街落脚。之前修建的清真寺逐渐无法满足回民穆斯林的需求。于是在光绪十九年（1893年）8月，由陕西籍回族乡绅马爵三、李开宗、刘万英主持，在坊民的支持下，新的陕西大寺开始修建。并于光绪二十四年（1898年）夏完工。陕西大寺建成后，刻有《重修陕西寺序》碑记录此事。此时清真寺主要由5间正殿，5间厢房和5间杂物膳房组成，另外还建有山门、小角门。清真寺建成后，又得到清政府资助，修建了专门供奉清帝牌位的八卦供奉楼。中华民国成立后，杨增新主政新疆。民国四年（1915年）冬季，哈密县出现反袁世凯称帝的浪潮。陕西大寺的伊斯兰教社首马爵三在杨增新的支持下，组织民团镇压反袁群众。
1983年，哈密陕西大寺进行修缮，重修了宣礼塔并扩建了包括浴室在内的若干设施。1989年，坊民集资加上寺坊的资金，哈密陕西大寺修建了二层楼房，超过100间房产及铺面，并修建了男女浴室。1988年，第二次全国文物普查中，哈密陕西大寺被调查并建档。2003年2月9日，新疆维吾尔自治区人民政府将陕西寺列为新疆维吾尔自治区文物保护单位。2013年，陕西大寺进行过扩建。

## 建筑
陕西大寺位于中华人民共和国新疆维吾尔自治区哈密市伊州区解放西路民主巷，是一座占地2500平方米具有中国传统建筑风格的殿堂建筑。陕西大寺周围是回族居民为主的居民区。院内及院周围种有榆树、白杨树等植物。清真寺布局类似四合院，平面呈长方形。从山门进入后是庭院，左右为厢房，共10间。中间有由四排支柱支撑的木架构天井，悬挂有3块清朝光绪年间的匾额和6块中华民国时期的匾额，匾额内容有“教传西天”、“认一归一”、“清静无染”等。向上为礼拜大殿，450平方米。大殿左右有对联，内容为“古兰载正道教传东土 圣伦传佳行法自无方”。大殿有经过雕刻装饰的木格窗门，前也有木栅栏，大殿墙为白色。清真寺内外装饰风格相同，主要包括利用梅花、翠竹、青松、菊花等花卉纹样进行装饰。建筑色调以红、蓝为主，并配有墨绿色。